# A Kind of Magic
A Kind of Magic — двенадцатый студийный альбом британской рок-группы Queen, выпущенный 2 июня 1986 года.
A Kind of Magic фактически родился из саундтреков к фильмам «Железный орёл» («One Vision») и «Горец» («A Kind of Magic», «One Year of Love», «Who Wants to Live Forever», «Gimme the Prize», и «Princes of the Universe»). В одном из своих интервью Фредди Меркьюри сказал, что работать над A Kind of Magic было вдвойне интересно: одни воспринимали его как саундтрек, другие — как самостоятельный альбом, и никто не знал, что получится в итоге.
В поддержку альбома был устроен грандиозный Magic Tour — серия концертов по всей Европе. Он обеспечил группе невероятную популярность, подняв её на новые высоты после Live Aid.

## Список композиций
| №  | Название                       | Автор(ы)                    | Длительность |
| -- | ------------------------------ | --------------------------- | ------------ |
| 1. | «One Vision»                   | Queen (Тейлор)              | 5:10         |
| 2. | «A Kind of Magic»              | Роджер Тейлор               | 4:25         |
| 3. | «One Year of Love»             | Джон Дикон                  | 4:27         |
| 4. | «Pain Is So Close to Pleasure» | Джон Дикон, Фредди Меркьюри | 4:22         |
| 5. | «Friends Will Be Friends»      | Джон Дикон, Фредди Меркьюри | 4:08         |

| №  | Название                    | Автор(ы)        | Длительность |
| -- | --------------------------- | --------------- | ------------ |
| 1. | «Who Wants to Live Forever» | Брайан Мэй      | 5:14         |
| 2. | «Gimme the Prize»           | Брайан Мэй      | 4:33         |
| 3. | «Don’t Lose Your Head»      | Роджер Тейлор   | 4:38         |
| 4. | «Princes of the Universe»   | Фредди Меркьюри | 3:32         |

| №   | Название                                   | Автор(ы)                    | Длительность |
| --- | ------------------------------------------ | --------------------------- | ------------ |
| 10. | «A Kind of 'A Kind of Magic'»              | Роджер Тейлор               | 3:38         |
| 11. | «Friends Will Be Friends Will Be Friends…» | Джон Дикон, Фредди Меркьюри | 5:58         |
| 12. | «Forever»                                  | Брайан Мэй                  | 3:21         |

| №   | Название                       | Автор(ы)              | Длительность |
| --- | ------------------------------ | --------------------- | ------------ |
| 10. | «Forever»                      | Брайан Мэй            | 3:20         |
| 11. | «One Vision» (Extended Vision) | Queen (Роджер Тейлор) | 6:23         |

| №  | Название                                             | Длительность |
| -- | ---------------------------------------------------- | ------------ |
| 1. | «A Kind of Magic» (Highlander version)               | 4:23         |
| 2. | «One Vision» (Single version)                        | 4:01         |
| 3. | «Pain Is So Close to Pleasure» (Single remix)        | 3:59         |
| 4. | «Forever» (Piano version)                            | 3:21         |
| 5. | «A Kind of Vision» (Demo, August 1985)               | 3:24         |
| 6. | «One Vision» (Live at Wembley Stadium, 11 July 1986) | 5:14         |
| 7. | «Friends Will Be Friends Will Be Friends…»           | 5:59         |

## Участники записи
- Фредди Меркьюри — ведущий вокал (все песни), бэк-вокал (песни 1—6, 8—9), клавишные (песни 2, 4, 5, 8, 9), сэмплер (песни 1, 2, 4, 5);
- Брайан Мэй — электрогитара (все песни, кроме 3), бэк-вокал (песни 1, 5, 6, 9), синтезатор (песни 1, 6), сэмплер (песня 1), ведущий вокал (песня 6);
- Джон Дикон — бас-гитара (все песни, кроме 6), электрогитара (песни 4, 5, 8), синтезатор (песни 3, 4), сэмплер (песни 3, 4), драм-машина (песни 3, 4), бэк-вокал (песня 1);
- Роджер Тейлор — ударные, бэк-вокал (песни 1, 2, 5, 6, 9), драм-машина (песни 2, 6, 8), электронные барабаны (песни 1, 5), бубен (песня 3).

приглашённые музыканты
- Спайк Эдни — дополнительные клавишные;
- Линтон Нейв — скрипка в «One Year of Love»;
- Джоан Арматрейдинг — бэк-вокал в «Don’t Lose Your Head»;
- Королевский филармонический оркестр — оркестровая подготовка в «Who Wants to Live Forever».

## Видеоклипы
- «One Vision» — снят в 1985 году австрийцами Руди Долезалом и Хансом Роззахером в мюнхенской студии звукозаписи Musicland Studios. Операторы просто снимали процесс написания, оформления и записи песни, а потом смонтировали клип «One Vision». Полная версия этих съемок выпущена на DVD «Greatest Video Hits II». Существует также удлиненная версия «One Vision Extended» и вариант со вставками кадров из фильма «Железный орёл».
- «A Kind of Magic» — постановка Рассела Малкэхи. Меркьюри в виде призрака приходит в здание заброшенного театра, где когда-то он был звездой. Теперь там живут бездомные Дикон, Мэй и Тейлор. Он на время превращает их в настоящих музыкантов, а помещение — в концертный зал. Но в конце концов он уходит, и все возвращается на свои места. Использованы приёмы компьютерной графики.
- «Friends Will Be Friends» — возвращение группы к классической постановке клипов образца 70-х, когда всё действие происходило на сцене. «Friends Will Be Friends» — имитация концертного выступления в небольшом зале. В съёмках были задействовали 800 членов фан-клуба «Queen».
- «Who Wants to Live Forever» — торжественный клип с участием оркестра. Действие происходит в зале филармонии. Мэй начинает песню игрой на органе, Меркьюри, одетый в смокинг, ведёт сольную партию, Джон Дикон играет на контрабасе (фактическом предшественнике бас-гитары), Тейлор сидит за оркестровой установкой. Постановка Дэвида Малле была исполнена в здании табачного склада.
- «Princes of the Universe» — клип Рассела Малкэхи, снятый в США. В видеоряд включены кадры из фильма «Горец», для которого и писалась песня, а в клипе принял участие Кристофер Ламберт, исполнитель главной роли.